# OSCAR 41
OSCAR 41 (auch Saudi-OSCAR 41 oder vor dem Start Saudisat 1A) ist ein saudi-arabischer Amateurfunksatellit.
Der Satellit wurde vom KACST Space Research Institute in Riad entwickelt. Saudi-OSCAR 41 wurde am 26. September 2000 zusammen mit vier weiteren Kleinsatelliten mit einer Dnepr-Rakete vom Kosmodrom Baikonur gestartet. Der Satellit enthält ein Amateurfunkrelais für einen FM-Sprechfunkkanal.
Seine COSPAR-Bezeichnung lautet 2000-057A.